# ام۶۱ والکان
ام۶۱ والکان (به انگلیسی: M61 Vulcan) نوعی مسلسل یا توپ اتوماتیک هیدرولیک یا گازی شش لول است که با نیروی الکتریسیته شلیک می‌کند و با هوا خنک می‌شود. این مسلسل از نوع گاتلینگ است و گلوله‌های ۲۰ میلیمتری را با سرعت خیلی بالا شلیک می‌کند.
ام۶۱ والکان در شرکت آمریکایی جنرال الکتریک تولید شده و از سال ۱۹۵۹ به خدمت ارتش آمریکا درآمد. والکان حدود پنجاه سال است که مسلسل اصلی هواپیماهای جنگی آمریکایی محسوب می‌شود و اکثر هواپیماهای نظامی این کشور از این سلاح استفاده می‌کنند. با ادغام جنرال الکتریک در شرکت جنرال داینامیکس امتیاز تولید این مسلسل در حال حاضر در اختیار جنرال داینامیکس است.
در مدل‌های سوپرکبرا (ارتش جمهوری اسلامی ایران) و سی‌کبرا (مخصوص نیروی دریایی ایالات متحده آمریکا) هلیکوپتر کبرا نوع سه‌لول والکان با نواخت تیر پایین‌تر به منظور کاهش لگد سلاح بر روی یک برجک گردان در جلوی دماغه هلیکوپتر نصب شده‌است. ام۶۱ والکان همچنین به عنوان توپ ضدهوایی نیز در سیستم‌های ضدهوایی ام۱۶۷ ای‌وی‌دی‌اس و ام۱۶۳ وی‌ای‌دی‌اس به کار رفته است.